# Arthur Peschke
Arthur Carl Constantin Peschke, též Artur Peschke (31. srpna 1860 Rusín – 5. října 1929 Rusín), byl rakouský politik německé národnosti z Moravy (respektive z moravské enklávy ve Slezsku); poslanec Moravského zemského sněmu, koncem roku 1918 poslanec Prozatímního zemského shromáždění provincie Sudetenland a člen zemského výboru provincie Sudetenland.

## Biografie
Rod Peschke se do vesnice Rusín (německy Rausen) přistěhoval roku 1759 z Čech. Rodina po několik generací držela tamní dědičnou rychtu. Uvádějí se tu jako rychtáři: roku 1767 Florian Peschke, roku 1793 Franz Peschke, roku 1826 Ernst Peschke a roku 1861 Ernst Peschke mladší (taktéž zasedal jako poslanec Moravského zemského sněmu). Pak byl majitelem Arthur Peschke a následně do roku 1929 jeho syn Felix. Pak byla majitelkou vdova po Felixovi Anna a posledním majitelem před poválečnými konfiskacemi byl do roku 1945 nezletilý syn Guntram. V lednu 1909 byl na 2. sněmu německomoravských zemědělských společností referentem pro otázky cílů a práce.
Počátkem 20. století se zapojil do vysoké politiky. V zemských volbách roku 1906 byl zvolen na Moravský zemský sněm, za kurii venkovských obcí, německý obvod Hranice, Lipník a moravské obvody ve Slezsku. Mandát zde obhájil v zemských volbách roku 1913. Roku 1906 byl oficiálním kandidátem německého volebního výboru. Uvádí se jako všeněmec, respektive stoupenec Freialldeutsche Partei (od roku 1907 oficiálně Německá radikální strana (Deutschradikale Partei). V roce 1913 se uvádí jako německý svobodomyslný kandidát (Německá pokroková strana). Podle jiného zdroje byl v roce 1913 kandidátem německých agrárníků.
V roce 1918 se zapojil do budování krátce existující provincie Sudetenland, která hodlala sdružit etnicky německé oblasti severní Moravy a Rakouského Slezska a v rámci práva na sebeurčení se připojit k Německému Rakousku. Na prvním zasedání Prozatímního zemského shromáždění 16. listopadu 1918 byl zvolen za člena zemského výboru této provincie a byl poslancem Prozatímního zemského shromáždění Sudetenlandu. Uváděl se coby německý nacionál (Německá nacionální strana).
Zemřel v říjnu 1929 ve věku 70 let.